# 1959 في البرتغال
فيما يلي قوائم الأحداث التي وقعت خلال عام 1959 في البرتغال.

## رياضة
- 23 أغسطس – جائزة البرتغال الكبرى 1959 الفائز ستيرلنغ موس.

## مواليد

### فبراير
- 10 فبراير – فيرناندو تشالانا

### مارس
- 9 مارس – فيرميلهينو لاعب كرة قدم برتغالي.

### يوليو
- 31 يوليو – بيدرو ايريس ماجالهايس

### أغسطس
- 3 أغسطس – ديامانتينو ميراندا لاعب كرة قدم برتغالي.

## وفيات

### فبراير
- 18 فبراير – غاغو كوتينهو (مواليد 1869)